# Francesca Reggiani
Francesca Reggiani (Roma, 1º luglio 1959) è una comica, cabarettista, imitatrice e attrice italiana.

## Biografia
Dopo gli studi superiori, si diploma presso il Laboratorio di esercitazioni sceniche di Gigi Proietti ed esordisce in televisione nel programma La TV delle ragazze. Successivamente fa parte del cast del programma comico Avanzi in onda tra il 1991 e il 1993 su Rai 3. Per lo stesso canale partecipa alla trasmissione Tunnel, mentre per Canale 5 interpreta entrambe le stagioni della serie Caro maestro (1996-1997). Passa poi a Rai 2 nei programmi Disokkupati, La posta del cuore e, per finire, a Convenscion. Nel biennio 2002-2003 fa parte del cast di Cocktail d'amore in onda in seconda serata su Rai 2. Parallelamente esercita la professione anche a teatro, in particolare firma il monologo Non è Francesca nel 1992 per proseguire nella stesura e direzione di altre opere, tra le quali: Agitarsi prima dell'uso (1994), Strati d'animo (1999), Punti di vista (2000) e Patty e tutte le altre (2002).
Annovera inoltre alcune interpretazioni cinematografiche, tra cui spicca quella al film Intervista di Federico Fellini. Nel 2005 partecipa come concorrente al programma televisivo Ballando con le stelle. Successivamente è nel cast delle fiction Lo zio d'America 2 (2006) e Medicina generale (2007), entrambe trasmesse su Rai 1. Nel 2006 vince il Delfino d'oro alla carriera (Festival Nazionale Adriatica Cabaret). Dal 3 febbraio 2011 affianca Alba Parietti (della quale, all'epoca di Avanzi, faceva la parodia) nel suo nuovo programma Alballoscuro, in onda su LA7d. Sempre nel 2011 partecipa anche al nuovo programma comico di Rai 2 Base Luna.
Nella stagione 2010-2011 è tornata inoltre a lavorare con Serena Dandini partecipando all'ultima edizione del programma Parla con me in onda in seconda serata su Rai 3. Nel 2012 lavora ancora con Dandini nel nuovo programma satirico The show must go off in onda su LA7 il sabato in prima serata. Nell'ottobre 2013, ospite del programma radiofonico Ottovolante su Radio 2, la Reggiani, imitando Sophia Loren, pronuncia parole su Napoli che suscitano grosse polemiche. Nel 2018 prende parte al remake de La TV delle ragazze intitolato La TV delle ragazze - Gli Stati Generali 1988-2018, in onda su Rai 3.

## Filmografia

### Cinema

Francesca Reggiani in una scena di Ricky & Barabba (1992)

- L'insegnante balla... con tutta la classe, regia di Giuliano Carnimeo (1979)
- Mosca addio, regia di Mauro Bolognini (1986)
- Intervista, regia di Federico Fellini (1987)
- Le finte bionde, regia di Carlo Vanzina (1989)
- La puttana del re, regia di Axel Corti (1990)
- Stiamo attraverso un brutto periodo, regia di Rodolfo Roberti (1990)
- Sognando la California, regia di Carlo Vanzina (1992)
- Ricky & Barabba, regia di Christian De Sica (1992)
- Assolto per aver commesso il fatto, regia di Alberto Sordi (1992)
- Le donne non vogliono più, regia di Pino Quartullo (1993)
- Un inverno freddo freddo, regia di Roberto Cimpanelli (1996)
- Maria sì, regia di Piero Livi (2004)
- Amici all'italiana, regia di Nicola Guaglianone (2007)
- Le ragioni dell'aragosta, regia di Sabina Guzzanti (2007)
- The Pills - Sempre meglio che lavorare, regia di Luca Vecchi (2016)
- Una nobile causa, regia di Emilio Briguglio (2016)
- La notte è piccola per noi, regia di Gianfrancesco Lazotti (2019)
- Nel bagno delle donne, regia di Marco Castaldi (2020)

### Televisione
- Cyrano, regia di Ennio Coltorti e Gigi Proietti – film TV (1985)
- Caro maestro – serie TV, 13 episodi (1996-1997)
- Disokkupati – serie TV (1997)
- Questo amore, regia di Luca Manfredi – miniserie TV (2004)
- Ricomincio da me, regia di Rossella Izzo – miniserie TV (2005-2006)
- Lo zio d'America 2 – serie TV, 3 episodi (2006)
- Medicina generale – serie TV, 39 episodi (2007-2010)

## Teatro
- Quello che gli uomini ci dicono (2010)
- Ladro di razza (2012)
- Il futuro di una volta (2014)
- Una nobile causa (2014)
- Cinquanta sfumature di Francesca Reggiani (2015)
- Tutto quello che le donne non dicono (2016)
- Gatta morta di Francesca Reggiani, Valter Lupo e Gianluca Giugliarelli (2021)
- Questioni di prestigio, testo e regia di Valter Lupo, Francesca Reggiani, Gianluca Giugliarelli (2023)

## Programmi televisivi
- La TV delle ragazze (Rai 3, 1988-1989)
- Scusate l'interruzione (Rai 3, 1990)
- Gente comune (Canale 5, 1990-1991)
- Avanzi (Rai 3, 1991-1993)
- Il TG delle vacanze (Canale 5, 1991-1992)
- Tunnel (Rai 3, 1994)
- La posta del cuore (Rai 2, 1998)
- Convenscion (Rai 2, 2000-2002)
- Il caso Scafroglia (Rai 3, 2002)
- Cocktail d'amore (Rai 2, 2002-2003)
- Visitors (Italia 1, 2003)
- Bra - Braccia rubate all'agricoltura (Rai 3, 2003-2004)
- Ballando con le stelle (Rai 1, 2005) Concorrente
- Parla con me (Rai 3, 2010-2011)
- Alballoscuro (LA7d, 2011)
- Base Luna (Rai 2, 2011)
- The Show Must Go Off (LA7, 2012)
- Techetechete' (Rai 1, 2015) – puntata 27
- La TV delle ragazze - Gli Stati Generali 1988-2018 (Rai 3, 2018)

## Personaggi imitati
- Sabrina Ferilli
- Sophia Loren
- Alba Parietti
- Antonella Clerici
- Carla Bruni
- Enrico Ghezzi
- Federica Sciarelli
- Marta Flavi
- Silvana Giacobini
- Elisabetta Tulliani
- Enrica Bonaccorti
- Katia Ricciarelli
- Cristina D'Avena
- Donatella Versace
- Patty Pravo
- Marina Doria
- Daniela Santanchè
- Giorgia Meloni
- Maria Elena Boschi
- Maria Giovanna Maglie
- Milena Gabanelli